# Valea Bădenilor
Valea Bădenilor – wieś w Rumunii, w okręgu Ardżesz, w gminie Stoenești. W 2011 roku liczyła 841 mieszkańców.